# Joan Banks
Joan Banks (Petersburg, 30 ottobre 1918 – Los Angeles, 18 gennaio 1998) è stata un'attrice statunitense.

## Vita privata
Dal 1940 alla morte del marito, avvenuta nel 1962, è stata sposata con l'attore Frank Lovejoy.

## Filmografia parziale

### Cinema
- Nei bassifondi di Los Angeles (Cry Danger), regia di Robert Parrish (1951)
- Vittoria sulle tenebre (Bright Victory), regia di Mark Robson (1951)
- Washington Story, regia di Robert Pirosh (1952)
- Senza madre (My Pal Gus), regia di Robert Parrish (1952)
- Le avventure di mister Cory (Mister Cory), regia di Blake Edwards (1957)

### Televisione
- Four Star Playhouse – serie TV, 3 episodi (1953-1954)
- Private Secretary – serie TV, 11 episodi (1953-1955)
- Stage 7 – serie TV, episodi 1x06-1x16 (1955)
- The Star and the Story – serie TV, episodio 1x05 (1955)
- Goodyear Theatre – serie TV, episodio 1x04 (1957)
- Ricercato vivo o morto (Wanted: Dead or Alive) – serie TV, episodio 1x02 (1958)
- Philip Marlowe – serie TV, episodio 1x04 (1959)
- David Niven Show (The David Niven Show) – serie TV, episodio 1x05 (1959)
- The Rough Riders – serie TV, episodio 1x35 (1959)
- June Allyson Show (The DuPont Show with June Allyson) – serie TV, episodio 1x28 (1960)
- Il magnifico King (National Velvet) – serie TV, 4 episodi (1961-1962)
- Hazel – serie TV, 2 episodi (1961-1962)
- Perry Mason – serie TV, 4 episodi (1957-1964)